# Prakriti
Prakriti (Prakrti) är ett grundläggande begrepp i den indiska yoga- och samkhyafilosofin. 
Prakriti är enligt en uppfattning det material som världen består av. Till viss del står prakriti i motsättning till den gudomliga och oföränderliga principen purusha. Individen kan frigöras från prakriti och dess tre konstituenter, den ljusa, rörliga och mörka genom kunskap om tudelningen. Frigörelsen, kallad moksha, kommer genom insikt om världens uppdelning i purusha och prakrti, med purusha som det egentliga jaget, leder till att själen blir hel och befriad såsom purusha.